# Cvijan Milošević
Cvijan Milošević (en serbe cyrillique: Цвиjaн Mилoшeвић; né le 27 octobre 1963) est un joueur de football bosnien. Il a été sélectionné une fois pour l'équipe nationale yougoslave.

## Carrière
Après avoir été l'un des principaux meneurs de jeu du FK Sloboda Tuzla pendant près d'une décennie en première division yougoslave, en janvier 1990, il s'installe en Belgique où il joue pour plusieurs clubs de la première division belge, à savoir RFC Liège, Royal Antwerp FC, Germinal Ekeren et KVC Westerlo.

## Palmarès
- Vainqueur de la Coupe de Belgique en 1990 avec le RFC Liège
- Vainqueur de la Coupe de Belgique en 1997 avec le Germinal Ekeren
- Vainqueur de la Coupe de Belgique en 2001 avec le KVC Westerlo
- Finaliste de la Supercoupe de Belgique en 1990 avec le RFC Liège

## Vie privée
Cvijan Milošević est le père de Deni Milošević, qui a signé son premier contrat professionnel le 25 avril 2013 avec le Standard de Liège.